# Читтадини, Джорджо
Джорджо Читтадини (итал. Giorgio Cittadini; род. 18 апреля 2002, Гардоне-Валь-Тромпия, Ломбардия) — итальянский футболист, защитник клуба «Дженоа».

## Клубная карьера
Читтадини — воспитанник клубов «Лумедзане» и «Аталанта». 9 января 2022 года в матче против «Удинезе» он дебютировал в итальянской Серии A в составе последних. Летом того же года Читтадини на правах аренды перешёл в «Модену». 14 августа в матче против «Фрозиноне» он дебютировал в итальянской Серии B. Летом 2023 года Джорджо был арендован клубом «Монца»
. 29 декабря в матче против «Наполи» он дебютировал за новую команду.
В начале 2024 года Читтадини на правах аренды перешёл в «Дженоа». 17 февраля в матче против «Наполи» он дебютировал за новый клуб.

## Международная карьера
В 2023 году в составе молодёжной сборной Италии Читтадини принял участие в молодёжном чемпионате Европы в Румынии и Грузии. На турнире он был запасным и на поле не вышел.